# Айвания
Айвания е български зимен сорт ябълка.
Известни са Станимашка, Кюстендилска и Новоселска айвания. Узрява в края на месец септември. Плодовете са средно едри, тъпо конусовидни, жълти, с червенина откъм слънчевата страна, трайни, чувствителни на струпясване. Месото е бяло, сладко-кисело. Дърветата са нискостеблени, буйно растящи, родовити и с дълъг живот, подходящи са за равнинните топли райони на страната.